# Five Years (1969–1973)
Five Years (1969–1973) es una caja recopilatoria del músico británico David Bowie, publicada en septiembre de 2015. La caja recopilatoria cubre la carrera de Bowie desde 1969 hasta 1973 con alrededor de 12 discos y 13 LPs. Exclusivamente para la caja recopilatoria está Re:Call 1, una nueva compilación de sencillos sin álbumes, editados y lados B.
Incluye los álbumes David Bowie (comúnmente conocido como Space Oddity), The Man Who Sold the World, Hunky Dory, The Rise and Fall of Ziggy Stardust and the Spiders from Mars, Aladdin Sane y Pin Ups. El álbum cubre los 5 años de Bowie hacia el estrellato, también incluyendo Live Santa Monica '72, la banda sonora del último concierto de Ziggy Stardust en el Hammersmith Odeon, y un stereo remix hecho por Ken Scott en 2003.
La caja recopilatoria viene acompañada con un libro que presenta imágenes inéditas, ensayos de grabación de los productos Tony Visconti y Ken Scott, una reseña original por Ray Davies de the Kinks.

## Lista de canciones

### David Bowie(a.k.aSpace Oddity, 2015 remaster)
| Lado uno |                                        |          |  |
| N.º      | Título                                 | Duración |  |
| 1.       | «Space Oddity»                         | 5:18     |  |
| 2.       | «Unwashed and Somewhat Slightly Dazed» | 6:52     |  |
| 3.       | «Letter to Hermione»                   | 2:36     |  |
| 4.       | «Cygnet Committee»                     | 9:39     |  |

| Lado dos |                                |          |  |
| N.º      | Título                         | Duración |  |
| 1.       | «Janine»                       | 3:25     |  |
| 2.       | «An Occasional Dream»          | 3:00     |  |
| 3.       | «Wild Eyed Boy from Freecloud» | 4:53     |  |
| 4.       | «God Knows I'm Good»           | 3:22     |  |
| 5.       | «Memory of a Free Festival»    | 7:10     |  |

### The Man Who Sold the World(2015 remaster)
| Lado uno |                         |          |  |
| N.º      | Título                  | Duración |  |
| 1.       | «The Width of a Circle» | 8:12     |  |
| 2.       | «All the Madmen»        | 5:43     |  |
| 3.       | «Black Country Rock»    | 3:36     |  |
| 4.       | «After All»             | 4:00     |  |

| Lado dos |                              |          |  |
| N.º      | Título                       | Duración |  |
| 1.       | «Running Gun Blues»          | 3:15     |  |
| 2.       | «Saviour Machine»            | 4:30     |  |
| 3.       | «She Shook Me Cold»          | 4:17     |  |
| 4.       | «The Man Who Sold the World» | 4:01     |  |
| 5.       | «The Supermen»               | 3:41     |  |

### Hunky Dory(2015 remaster)
| Lado uno |                         |          |  |
| N.º      | Título                  | Duración |  |
| 1.       | «Changes»               | 3:37     |  |
| 2.       | «Oh! You Pretty Things» | 3:13     |  |
| 3.       | «Eight Line Poem»       | 2:55     |  |
| 4.       | «Life on Mars?»         | 3:55     |  |
| 5.       | «Kooks»                 | 2:53     |  |
| 6.       | «Quicksand»             | 5:06     |  |

| Lado dos |                       |          |  |
| N.º      | Título                | Duración |  |
| 1.       | «Fill Your Heart»     | 3:10     |  |
| 2.       | «Andy Warhol»         | 3:54     |  |
| 3.       | «Songs for Bob Dylan» | 4:13     |  |
| 4.       | «Queen Bitch»         | 3:20     |  |
| 5.       | «The Bewlay Brothers» | 5:29     |  |

### The Rise and Fall of Ziggy Stardust and the Spiders from Mars(2012 remaster)
| Lado uno |                    |          |  |
| N.º      | Título             | Duración |  |
| 1.       | «Five Years»       | 4:43     |  |
| 2.       | «Soul Love»        | 3:34     |  |
| 3.       | «Moonage Daydream» | 4:39     |  |
| 4.       | «Starman»          | 4:14     |  |
| 5.       | «It Ain't Easy»    | 2:57     |  |

| Lado dos |                         |          |  |
| N.º      | Título                  | Duración |  |
| 1.       | «Lady Stardust»         | 3:21     |  |
| 2.       | «Star»                  | 2:47     |  |
| 3.       | «Hang On to Yourself»   | 2:39     |  |
| 4.       | «Ziggy Stardust»        | 3:13     |  |
| 5.       | «Suffragette City»      | 3:28     |  |
| 6.       | «Rock 'n' Roll Suicide» | 2:58     |  |

### Aladdin Sane(2013 remaster)
| Lado uno |                                 |          |  |
| N.º      | Título                          | Duración |  |
| 1.       | «Watch That Man»                | 4:30     |  |
| 2.       | «Aladdin Sane (1913-1938-197?)» | 5:10     |  |
| 3.       | «Drive-In Saturday»             | 4:32     |  |
| 4.       | «Panic in Detroit»              | 4:28     |  |
| 5.       | «Cracked Actor»                 | 3:01     |  |

| Lado dos |                                  |          |  |
| N.º      | Título                           | Duración |  |
| 1.       | «Time»                           | 5:15     |  |
| 2.       | «The Prettiest Star»             | 3:31     |  |
| 3.       | «Let's Spend the Night Together» | 3:10     |  |
| 4.       | «The Jean Genie»                 | 4:08     |  |
| 5.       | «Lady Grinning Soul»             | 3:55     |  |

### Pin Ups(2015 remaster)
| Lado uno |                        |          |  |
| N.º      | Título                 | Duración |  |
| 1.       | «Rosalyn»              | 2:23     |  |
| 2.       | «Here Comes the Night» | 3:09     |  |
| 3.       | «I Wish You Would»     | 2:48     |  |
| 4.       | «See Emily Play»       | 4:13     |  |
| 5.       | «Everything's Alright» | 2:28     |  |
| 6.       | «I Can't Explain»      | 2:15     |  |

| Lado dos |                                      |          |  |
| N.º      | Título                               | Duración |  |
| 1.       | «Friday on My Mind»                  | 2:56     |  |
| 2.       | «Sorrow»                             | 2:53     |  |
| 3.       | «Don't Bring Me Down»                | 2:06     |  |
| 4.       | «Shapes of Things»                   | 2:53     |  |
| 5.       | «Anyway, Anyhow, Anywhere»           | 3:13     |  |
| 6.       | «Where Have All the Good Times Gone» | 2:41     |  |

### Live Santa Monica '72(2008 remaster)
| Lado uno |                       |          |  |
| N.º      | Título                | Duración |  |
| 1.       | «Introduction»        | 0:13     |  |
| 2.       | «Hang On to Yourself» | 2:46     |  |
| 3.       | «Ziggy Stardust»      | 3:22     |  |
| 4.       | «Changes»             | 3:27     |  |
| 5.       | «The Supermen»        | 2:55     |  |
| 6.       | «Life on Mars?»       | 3:28     |  |

| Lado dos |                |          |  |
| N.º      | Título         | Duración |  |
| 1.       | «Five Years»   | 4:32     |  |
| 2.       | «Space Oddity» | 5:04     |  |
| 3.       | «Andy Warhol»  | 3:49     |  |
| 4.       | «My Death»     | 5:50     |  |

| Lado tres |                          |          |  |
| N.º       | Título                   | Duración |  |
| 1.        | «The Width of a Circle»  | 10:43    |  |
| 2.        | «Queen Bitch»            | 3:00     |  |
| 3.        | «Moonage Daydream»       | 4:53     |  |
| 4.        | «John, I'm Only Dancing» | 3:16     |  |

| Lado cuatro |                           |          |  |
| N.º         | Título                    | Duración |  |
| 1.          | «I'm Waiting for the Man» | 5:44     |  |
| 2.          | «The Jean Genie»          | 4:00     |  |
| 3.          | «Suffragette City»        | 4:11     |  |
| 4.          | «Rock 'n' Roll Suicide»   | 3:01     |  |

### Ziggy Stardust: The Motion Picture Soundtrack(2003 remaster)
| Lado uno |                                |          |  |
| N.º      | Título                         | Duración |  |
| 1.       | «Symphony No. 9»               | 1:06     |  |
| 2.       | «Hang On to Yourself»          | 2:56     |  |
| 3.       | «Ziggy Stardust»               | 3:19     |  |
| 4.       | «Watch That Man»               | 4:14     |  |
| 5.       | «Wild Eyed Boy from Freecloud» | 3:15     |  |
| 6.       | «All the Young Dudes»          | 1:38     |  |
| 7.       | «Oh! You Pretty Things»        | 1:46     |  |

| Lado dos |                    |          |  |
| N.º      | Título             | Duración |  |
| 1.       | «Moonage Daydream» | 6:25     |  |
| 2.       | «Changes»          | 3:36     |  |
| 3.       | «Space Oddity»     | 5:05     |  |
| 4.       | «My Death»         | 7:21     |  |

| Lado tres |                         |          |  |
| N.º       | Título                  | Duración |  |
| 1.        | «William Tell Overture» | 1:02     |  |
| 2.        | «Cracked Actor»         | 3:04     |  |
| 3.        | «Time»                  | 5:31     |  |
| 4.        | «The Width of a Circle» | 15:45    |  |

| Lado cuatro |                                  |          |  |
| N.º         | Título                           | Duración |  |
| 1.          | «Let's Spend the Night Together» | 3:02     |  |
| 2.          | «Suffragette City»               | 4:32     |  |
| 3.          | «White Light/White Heat»         | 4:01     |  |
| 4.          | «Farewell Speech»                | 0:39     |  |
| 5.          | «Rock 'n' Roll Suicide»          | 5:17     |  |

### The Rise and Fall of Ziggy Stardust and the Spiders from Mars(2003 Ken Scott mix)
| Lado uno |                    |          |  |
| N.º      | Título             | Duración |  |
| 1.       | «Five Years»       | 4:43     |  |
| 2.       | «Soul Love»        | 3:34     |  |
| 3.       | «Moonage Daydream» | 4:39     |  |
| 4.       | «Starman»          | 4:14     |  |
| 5.       | «It Ain't Easy»    | 2:57     |  |

| Lado dos |                         |          |  |
| N.º      | Título                  | Duración |  |
| 1.       | «Lady Stardust»         | 3:21     |  |
| 2.       | «Star»                  | 2:47     |  |
| 3.       | «Hang On to Yourself»   | 2:39     |  |
| 4.       | «Ziggy Stardust»        | 3:13     |  |
| 5.       | «Suffragette City»      | 3:28     |  |
| 6.       | «Rock 'n' Roll Suicide» | 2:58     |  |

### Re:Call 1(remastered tracks)
| Lado uno |                                                                  |          |  |
| N.º      | Título                                                           | Duración |  |
| 1.       | «Space Oddity» (original UK mono single edit)                    | 4:42     |  |
| 2.       | «Wild Eyed Boy from Freecloud» (original UK mono single version) | 4:54     |  |
| 3.       | «Ragazzo solo, Ragazza sola» (Italian version of «Space Oddity») | 5:06     |  |
| 4.       | «The Prettiest Star» (original mono single version)              | 3:13     |  |
| 5.       | «Conversation Piece» (B-side of «The Prettiest Star»)            | 3:07     |  |

| Lado dos |                                                         |          |  |
| N.º      | Título                                                  | Duración |  |
| 1.       | «Memory of a Free Festival (Part 1)»                    | 4:03     |  |
| 2.       | «Memory of a Free Festival (Part 2)»                    | 3:34     |  |
| 3.       | «All the Madmen» (mono single edit)                     | 3:15     |  |
| 4.       | «Janine» (mono version)                                 | 3:22     |  |
| 5.       | «Holy Holy» (original mono single version)              | 3:13     |  |
| 6.       | «Moonage Daydream» (The Arnold Corns single version)    | 3:53     |  |
| 7.       | «Hang On to Yourself» (The Arnold Corns single version) | 2:52     |  |

| Lado tres |                                                    |          |  |
| N.º       | Título                                             | Duración |  |
| 1.        | «Changes» (mono single version)                    | 3:39     |  |
| 2.        | «Andy Warhol» (mono single version)                | 3:07     |  |
| 3.        | «Starman» (original single mix)                    | 4:17     |  |
| 4.        | «John, I'm Only Dancing» (original single version) | 2:46     |  |
| 5.        | «The Jean Genie» (original single mix)             | 4:08     |  |
| 6.        | «Drive-In Saturday» (German single edit)           | 4:03     |  |

| Lado cuatro |                                                                         |          |  |
| N.º         | Título                                                                  | Duración |  |
| 1.          | «Round and Round»                                                       | 2:42     |  |
| 2.          | «Time» (US single edit)                                                 | 3:43     |  |
| 3.          | «John, I'm Only Dancing» (sax version)                                  | 2:45     |  |
| 4.          | «Amsterdam»                                                             | 3:27     |  |
| 5.          | «Holy Holy» (Spiders version)                                           | 2:18     |  |
| 6.          | «Velvet Goldmine» (B-side to the 1975 single reissue of «Space Oddity») | 3:10     |  |

## Posicionamiento
| Gráfica (2015–16)                       | Pico de posición |
| --------------------------------------- | ---------------- |
| Bélgica (Ultratop flamenca)             | 46               |
| Bélgica (Ultratop valona)               | 82               |
| Países Bajos (Album Top 100)            | 68               |
| Francia (SNEP)                          | 156              |
| Alemania (Offizielle Top 100)           | 63               |
| Hungría (MAHASZ)                        | 24               |
| Italia (FIMI)                           | 100              |
| Reino Unido (UK Albums Chart)           | 45               |
| Estados Unidos (Top Alternative Albums) | 23               |
| Estados Unidos (Top Rock Albums)        | 23               |